# Connie Chung
Connie Chung (Washington D.C., 20 augustus 1946) is een Amerikaanse journalist en nieuwslezer. Chung was een van de eerste Aziatisch-Amerikaanse vrouwen die een prominente rol vervulde op Amerikaanse nationale televisie, en heeft tijdens haar carrière meerdere onderscheidingen ontvangen, waaronder een Emmy Award.

## Levensloop

### Opleiding en vroege carrière
Chung werd geboren als jongste van tien kinderen, kort nadat haar familie vanuit China naar de Verenigde Staten emigreerde. Ze groeide op in Washington D.C., waar haar vader, William Ling Chung, werkzaam was als inlichtingenofficier in de Chinese nationalistische regering. Chung verloor vijf van haar broers en zussen tijdens de Tweede Chinees-Japanse Oorlog. Ze behaalde in 1969 haar graad in journalistiek aan de Universiteit van Maryland.

### Carrière
In de vroege jaren 1970 werkte Chung als correspondent voor CBS Evening News tijdens het Watergateschandaal. Ze verliet CBS kort daarna om als nieuwslezer te werken voor KNXT in Los Angeles. Chung keerde in 1983 terug naar de netwerken en werd presentator van NBC News at Sunrise en de zaterdaguitzending van NBC Nightly News.
In 1993 werd Chung de tweede vrouw die co-presentator werd van een groot Amerikaans netwerkprogramma, toen ze zich aansloot bij Dan Rather voor het CBS Evening News. In deze periode presenteerde ze ook het programma Eye to Eye with Connie Chung.
Chung voerde talrijke spraakmakende interviews, waaronder een controversieel gesprek met Kathleen Gingrich, de moeder van toenmalig voorzitter van het Huis van Afgevaardigde Newt Gingrich. Toen ze haar vroeg wat haar zoon over Hillary Clinton dacht, antwoordde Kathleen Gingrich: "Hij denkt dat ze een bitch is". Dit interview leidde tot veel ophef in de media.
Chung kreeg kritiek na haar verslaggeving over de bomaanslag in Oklahoma City in 1995, waarin ze een vraag stelde die door sommigen als ongevoelig werd beschouwd. Dit leidde tot wijdverbreide protesten en maakte haar positie bij CBS moeilijker. Na haar vertrek bij CBS presenteerde Chung kort haar eigen programma op CNN, Connie Chung Tonight. Ondanks een aanvankelijke stijging in kijkcijfers werd het programma na de start van de Irakoorlog in 2003 geannuleerd. In 2006 presenteerde Chung samen met haar echtgenoot, Maury Povich, het programma Weekends with Maury and Connie op MSNBC.

### Privéleven
Chung trouwde in 1984 met talkshowhost Maury Povich. In 1995 adopteerden ze hun zoon, Matthew Jay Povich. Ze bekeerde zich tot het jodendom bij haar huwelijk met Povich.